# Rake (소프트웨어)
Rake(레이크)는 Jim Weirich가 개발한 소프트웨어 작업 관리 및 빌드 자동화 도구이다. 이 소프트웨어를 통해 사용자는 태스크를 지정하고 의존성을 기술하고 이름공간 내 태스크의 그룹을 묶는 것이 가능하다. SCons, Make와 비슷하다. 루비 프로그래밍 언어로 개발되었으며 Rakefiles(Make의 Makefiles와 동급)는 루비 문법을 사용한다.

## 예시
```
file
 
'hello.o'
 
=>
 
'hello.c'
 
do

  
sh
 
'cc -c -o hello.o hello.c'

end

file
 
'hello'
 
=>
 
'hello.o'
 
do

  
sh
 
'cc -o hello hello.o'

end

```

## 같이 보기
- Make (소프트웨어)
- 아파치 메이븐
- 아파치 앤트